# Nahuo
Nahuo (kinesiska: 那霍) är en köping i sydöstra Kina. Den ligger i stadsdistriktet Dianbai i staden Maoming i provinsen Guangdong, omkring 250 kilometer sydväst om provinshuvudstaden Guangzhou. Antalet invånare är 49 645. Befolkningen består av 23 427 kvinnor och 26 218 män. Barn under 15 år utgör 28,0 %, vuxna 15-64 år 61 %, och äldre över 65 år 9,0 %.